# Грумо Невано
Гру̀мо Нева̀но (на италиански: Grumo Nevano) е град и община в Южна Италия, провинция Неапол, регион Кампания. Разположен е на 53 m надморска височина. Населението на общината е 18 269 души (към 2010 г.).